# TCG Alemdar (A-582)
Alemdar (A-582) je záchranná loď ponorek tureckého námořnictva. Mezi její úkoly patří vyhledávání a záchrana posádek ponorek, vlečení porouchaných, či ztroskotaných lodí, nebo provádění oprav podmořských zařízení.

## Stavba
Záměr na stavbu nové záchranné lodě byl zveřejněn roku 2006. Roku 2010 byla za dodavatele plavidla vybrána loděnice Istanbul Shipyard v Tuzle (konstrukci navrhla turecká společnost SEFT), přičemž zakázka byla uzavřena v říjnu 2011. Loď byla na vodu spuštěna 29. dubna 2014 a do služby byla přijata 28. ledna 2017.

## Konstrukce
Plavidlo je postaveno z oceli. Na palubě se nachází rozmanité záchranné vybavení, včetně dálkově ovládaných ponorek a dekompresní komory. Je certifikována pro nasazení evropského hlubokomořského záchranného plavidla NATO Submarine Rescue Service (NSRS) a jeho americké obdoby Submarine Rescue Diving Recompression System (SRDRS). Dále může podporovat operace záchranných miniponorek třídy Mystic.
Výzbroj tvoří dva 12,7mm kulomety. Uprostřed trupu se nachází přistávací plocha pro vrtulník. Pohonný systém je dieselelektrický. Energii dodávají čtyři generátory, každý o výkonu 3500 kW. Ty pohánějí dva pody Rolls-Royce Azipull o výkonu 3500 kW, dále dvě dokormidlovací zařízení o výkonu 1000 k W a třetí zatahovatelné o výkonu 1450 kW. Nejvyšší rychlost dosahuje 18 uzlů a cestovní rychlost 14 uzlů. Dosah je 4500 námořních mil při rychlosti 14 uzlů.